# 5282 Yamatotakeru
5282 Yamatotakeru (1988 VT) là một tiểu hành tinh vành đai chính được phát hiện ngày 2 tháng 11 năm 1988 bởi Y. Oshima ở Gekko.